# Omar Gooding
Omar Gooding (19 de octubre de 1976) es un actor estadounidense. Es hermano menor del actor Cuba Gooding, Jr. e hijo del cantante Cuba Gooding, Sr..
Godding es conocido por haber aparecido en programas de televisión como Vivir con Mr. Cooper, Este chico es un genio y Playmakers y también en las películas Papá fantasma y El rey de la calle. Fue uno de los presentadores originales del programa de televisión de Nickelodeon Wild and Crazy Kids desde 1990 hasta 1992. Su más reciente aparición en televisión fue en 2005, como el peluquero de Chicago Calvin Palmer, Jr. en Barbershop: The Series de Showtime basada en la película La barbería de 2002.
Gooding salió en un episodio de CSI: Miami en 2002.
Gooding interpretó el personaje de Odelle en la 3ª temporada de Deadwood.
También actuó en la sitcom de la UPN "One on One". Interpretó a un peluqero de la peluquería de Flex Washington.